# ハインリヒ (ザクセン＝レムヒルト公)
ハインリヒ（ドイツ語：Heinrich, 1650年11月19日 - 1710年5月13日）は、ザクセン＝レムヒルト公（在位：1675年 - 1710年）。

## 生涯
ハインリヒはザクセン＝ゴータ＝アルテンブルク公エルンスト1世とエリーザベト・ゾフィア・フォン・ザクセン＝アルテンブルクの7男としてゴータで生まれた。成人した息子としては4番目である。1675年に父エルンスト1世が死去し、ハインリヒは他の兄弟らとザクセン＝ゴータ＝アルテンブルク公領を共同統治した。1680年2月24日、兄弟間で領地の分割条約を結んだ後にハインリヒはザクセン＝レムヒルトを受け取った。ザクセン＝レムヒルト公領はレムヒルト、ケーニヒスベルク（現在のバイエルンにある）、テマール、ベールンゲンおよびミルツの町とエヒター領から構成されていた。
1676年3月1日にダルムシュタットにおいて、ヘッセン＝ダルムシュタット方伯ルートヴィヒ6世の娘マリー・エリーザベトと結婚した。2人の間に子供は生まれなかった。
1680年11月18日以降、ハインリヒと妃"マリエリーズ"は、レムヒルトのグリュックスブルク城に居を構えた。ハインリヒは城や施設の建築を盛んに行った。自らの城を望み通りに改築し、再建した。また、城内教会、税関、宮廷貴族の4つの館、乗馬学校、競馬場、オレンジェリーが建設された。大規模な建造物の中には、非常に愛した妃にちなんで「Marien-Elisabethenlust」と名付けられた館と、宮廷彫刻家ルクスが設計したメルツェルバッハのルストシュロス（喜びの宮殿）があった。これらの建物の多くは現存しないが、ハインリヒは自身が出版した著書「ザクセン＝レムヒルト公ハインリヒの建築への願望」の中で詳細に説明している。この本は、エフェメラル・アーキテクチャに関する数少ない同時代の資料と考えらえている。また、ハインリヒはビュルガー湖から水を抜き遊園地に変え、町の教会にバロック様式の主祭壇、華麗な貴賓席および新しいオルガンを設置した。
また、ハインリヒは力学、建築、数学に精通しており、グリュックスブルク城内に図書館をつくり規模を拡大させていった。ハインリヒの死後、この図書館はザクセン＝ゴータ公が継承した。
1691年から1693年まで、ザクセン＝ゴータ公フリードリヒ2世の摂政を兄ベルンハルトと共に務めた。ハインリヒは若い頃は兵役に就き、1697年に皇帝軍の砲兵大将となった。1698年にはエレファント勲章を与えられた。また、1706年よりエルネスティン家の家長をつとめた。
贅沢な宮廷生活は小さな田舎町であったレムヒルトに経済復興と文化的繁栄をもたらした。しかしその支出は公爵の財政力をはるかに上回っていたため、人気のあったハインリヒが1710年に予期せず死去した時、多額の借金が残された。ハインリヒの遺産は死後に競売にかけられた。
ハインリヒはレムヒルトにおいて死去した。その死後、ハインリヒの領地は兄弟間で争われることとなった。最終的に、レムヒルトは弟のヨハン・エルンストが手に入れた。ハインリヒはレムヒルト教会の祭壇の間に埋葬された。現在は碑文も墓標も置かれていない。
子供がなかったため、ザクセン=レムヒルト家はハインリヒの死とともに断絶した。レムヒルト公領は「コーブルク・アイゼンベルク・レムヒルトの相続争い」により分割され、この争いは最終的に1735年に解決した。